# Nam Yeon-Sik
Nam Yeon-Sik (21 de agosto de 1980) es un deportista surcoreano que compitió en taekwondo. Ganó una medalla de oro en los Juegos Asiáticos de 2002 en la categoría de –67 kg.

## Palmarés internacional
| Juegos Asiáticos | Juegos Asiáticos      | Juegos Asiáticos | Juegos Asiáticos |
| Año              | Lugar                 | Medalla          | Categoría        |
| ---------------- | --------------------- | ---------------- | ---------------- |
| 2002             | Busan (Corea del Sur) | Medalla de oro   | –67 kg           |